# Жіноча служба пілотів Військово-повітряних сил США

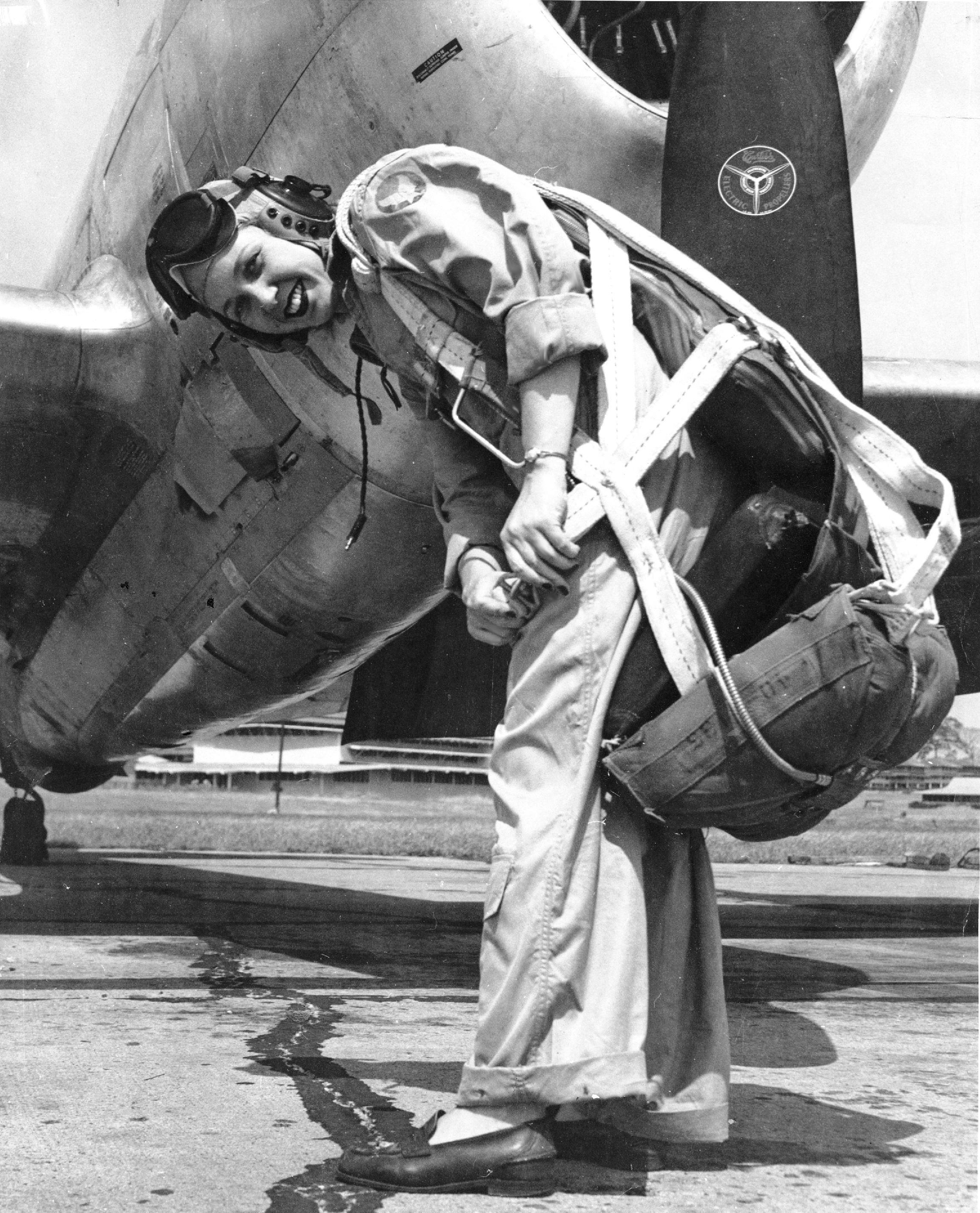
Діні Періш на тлі літака P-47

Жіноча служба пілотів Військово-повітряних сил США (англ. Women Airforce Service Pilots, WASP) — підрозділ Військово-повітряних сил США, створений 5 серпня 1943 року в ході Другої світової війни. Це перша організація цивільних льотчиць, найнятих пілотувати військові літаки. До кінця війни Служба нараховувала 1074 льотчиць. Пілотеси «Жіночої служби» не вважалися військовослужбовицями. Програма WASP була закрита за кілька тижнів до випуску останньої групи льотчиць, у 1944 році, коли війна вже наближалася до кінця.

## Історія створення

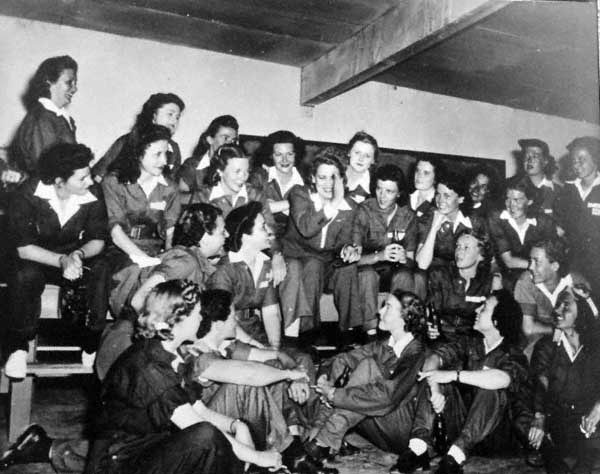
Жаклін Кокран (у центрі) на тренуванні пілотес Жіночої служби

На початку Другої світової війни побутували сексистські уявлення, ніби-то жінок не можна брати в армію чи що вони не можуть пілотувати. Проте в США швидко росла нестача пілотів. Тоді знаменита льотчиця Жаклін Кокран запропонувала почати навчати жінок на посаду другого пілота на внутрішніх рейсах, що дозволило би більшій кількості чоловіків брати участь у бойових операціях за кордоном.
У 1939 році Кокран звернулася до Елеонори Рузвельт з ідеєю використання льотчиць в небойових місіях. В результаті Кокран представили генералам Генрі Арнолду і Роберту Олдсу, керівнику Авіатранспортного командування. Арнолд, який очолював у той час Військово-повітряні сили Армії США, запропонував Кокран переправити бомбардувальник у Велику Британію, щоб привернути увагу до жінок, що пілотують військові літаки. В Англії Кокран приєдналася до організації ATA, яка займалася переправленням нових, відремонтованих і пошкоджених військових літаків між заводами та іншими проміжними пунктами. 25 американських льотчиць зголосилися брати участь в роботі ATA разом з Кокран.
Влітку 1941 року Кокран і льотчиця-випробувачка Ненсі Гаркнесс Лав незалежно одна від одної подали пропозиції у військово-повітряні сили армії США, щоб дозволити льотчицям брати участь у бойових діях Другої світової війни в Європі. Звільнити пілотів-чоловіків для виконання бойових завдань планувалось, задіюючи кваліфікованих льотчиць для перевезення літаків з заводів на військові бази, а також для буксування безпілотних літальних апаратів та повітряних цілей.
Тим не менш, лише після японської атаки на Перл-Гарбор Кокран і Лав змогли переконати військових керівників, що жінки зможуть керувати літаками не гірше за чоловіків.
Спочатку проект складався з груп WFTD (Women's Flying Training Detachment, Жіноча транспортна ескадрилья) та Women's Auxiliary Ferrying Squadron (WAFS), створених окремо у вересні 1942.

## WAFS (Жіноча транспортна ескадрилья)
Чоловік Ненсі Гаркнесс Лав, Роберт Лав, був у резерві армійського авіаційного корпусу і працював на полковника Вільяма Генрі Туннера. Одного разу Роберт Лав згадав, що його дружина — льотчиця, Туннер поцікавився, чи знає вона інших льотчиць. Незабаром Туннер і Ненсі Лав склали план перекидання літаків за допомогою льотчиць. Туннер збирався організаційно зробити льотчиць частиною Жіночого допоміжного корпусу армії (WAAC), але пізніше вирішив найняти цивільних пілотів для ATC. 5 вересня 1942 року генерал Арнолд наказав «вжити негайних заходів для початку набору льотчиць протягом двадцяти чотирьох годин».
Ненсі Лав мала керувати групою, і в той же день розіслала 83 телеграми майбутнім льотчицям.
Про початок роботи Жіночої допоміжної транспортної ескадрильї (WAFS) було оголошено 10 вересня 1942 року. Незабаром авіатранспортне командування ATC почало задіювати жінок для переправлення літаків з заводу на аеродроми. Ненсі Лав почала з 28 льотчиць, але їх кількість зростала під час війни, поки не досягла декількох ескадрилій.

## WFTD (Жіночий загін льотної підготовки)
Жаклін Кокран повернулася з Англії і знов звернулася до генерала Арнолда, повторивши свої ранні пропозиції. 15 вересня 1942 року їх було прийнято, в результаті чого сформований 319-й жіночий загін льотної підготовки (WFTD).
Перша група учасниць почала навчатися військовим польотам на аеродромі Х'юстона 16 листопада 1942 року.
А наступного року 25 льотчиць навчилися керувати літаками Martin B-26 Marauder.
Багато чоловіків відмовлялися сідати в літаки цієї моделі, бо під час навчальних польотів розбилося багато таких машин і кілька пілотів загинули. Однак керівництво вважало, що літаки безпечні, якщо ними правильно керувати, і льотчиць попросили довести це. За словами дочки Діни Періш, Ненсі, льотчиці усвідомлювали ризик, але погодилися брати участь в експерименті: «Літакам все одно, чоловік ти чи жінка. Для них важливо, чи гарний ти пілот. А всі ці жінки були справжніми професіоналами своєї справи».

## Реорганізація
5 серпня 1943 WAFS і WFTD були об'єднані в WASP. Жаклін Кокран очолила цю організацію, а Ненсі Лав очолила напрямок з транспортування літаків.
Щоб потрапити в програму, льотчиці повинні були володіти початковими навичками пілотування. Тим не менш, льотчиці WASP проходили курс перенавчання в навчальному центрі при аеропорті Avenger Field, поруч з техаським містом Світвотер. Заявки на участь подали понад 25 тис. жінок. Прийняті були 1830, за час тренувань 552 жінки були усунуті з причини недостатнього професіоналізму, 152 звільнилися, 27 були усунені з медичних міркувань і 14 звільнено з дисциплінарних причин. Після успішного курсу чотиримісячного курсу військового пілотування 1074 льотчиці були готові керувати військовими літаками. Їх не готували для бойових дій, вони не отримували стрілецьку підготовку і навичок вищого пілотажу, але в решті програма підготовки відповідала курсантській чоловічій. Після курсів у випускниць було 560 годин наземної підготовки та 210 годин тренувальних польотів. Вони вивчали азбуку Морзе, метеорологію, військове право, фізику, механіку літаків і інші дисципліни.
В якості талісмана WASP носили нашивку з зображенням гремлінші на ім'я Fifinella (компанія Дісней, що володіє правами на зображення, дозволила WASP використовувати його).

## Заслуги
«Жіноча служба» чимало зробила для своєї країни: льотчиці пілотували винищувачі, бомбардувальники і транспортні машини, навчали новобранців, проводили випробування і буксирували мішені для навчальної стрільби. Вони переганяли літаки, перевозили бійців, боєприпаси — і навіть фрагменти першої атомної бомби. У загальному підрахунку пілотеси WASP налітали понад 96 мільйонів кілометрів.

## Почесті

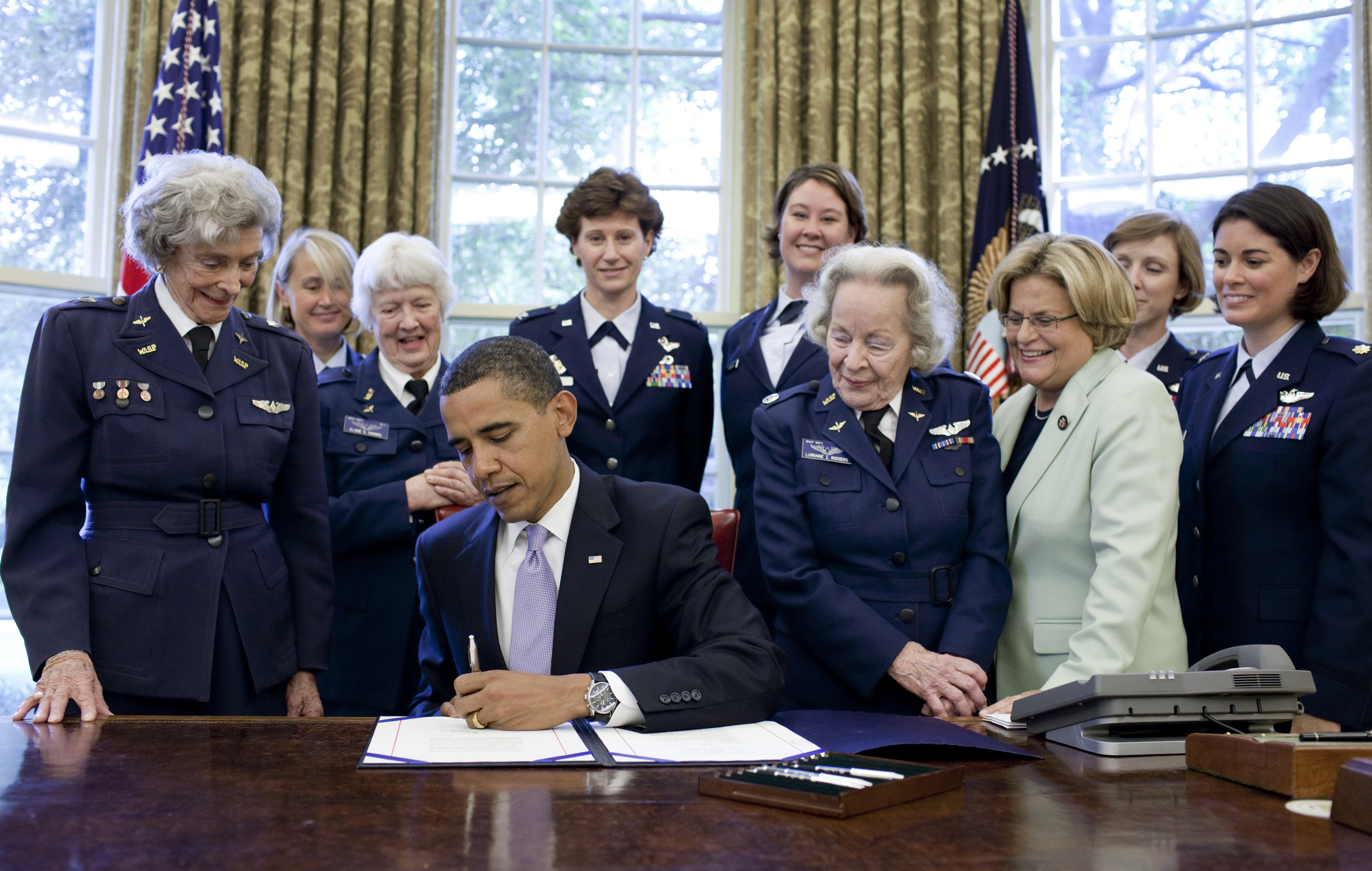
Барак Обама підписує указ про нагородження льотчиць Жіночої служби ВПС США, що залишилися в живих, Золотою медаллю конгресу (1 липня 2009 року)

38 учасниць програми загинули, проте ніяких військових почестей їм надано не було, рідні ховали їх на свої гроші.
Багато років льотчиці намагалися домогтися визнання своїх заслуг. Звання ветеранок війни було присвоєно їм тільки у 1977. І лише в березні 2010 року учасниці WASP, що залишилися в живих, отримали одну з вищих цивільних нагород США — Золоту медаль Конгресу.